# Fídias
Fídias (em grego Φειδίας; Atenas, c. 480 a.C. — Olímpia ?, c. 430 a.C.) foi um célebre escultor da Grécia Antiga.
As fontes primitivas sobre sua biografia são lacônicas e contraditórias, e sua memória foi carregada de mitos e folclore. O que se tem como certo é que ele foi o autor de duas das mais famosas estátuas da Antiguidade, a Atena Partenos e o Zeus Olímpico, e, segundo a tradição, sob a proteção de Péricles encarregou-se da supervisão de um vasto programa construtivo em Atenas, devastada pelos persas em 480 a.C., mas hoje se pensa que seu papel tenha sido bem mais limitado e concentrado na reedificação e decoração do Partenon, localizado na Acrópole da cidade.
Nenhuma das suas obras originais sobreviveu até o presente, salvo os grupos escultóricos do Partenon, mas parece pouco provável que ele tenha esculpido pessoalmente qualquer dos seus elementos. Algumas partes em particular lhe têm sido atribuídas, sem qualquer garantia, e a considerar a quantidade de peças, a relativa rapidez com que foram esculpidas e seu envolvimento concomitante e direto com a gigantesca Atena Partenos, o mais plausível é que sua própria mão pouco as tenha tocado, ainda que a homogeneidade dos conjuntos sugira fortemente uma única personalidade criadora na concepção geral da decoração. Outras obras que lhe foram atribuídas sobrevivem através de cópias romanas, e fragmentos de originais a ele atribuídos modernamente, o são em bases também conjeturais.
Igualmente as circunstâncias da sua morte são obscuras e controversas. Apesar da quase total ausência de dados concretos seguros sobre sua vida, através de sua obra Fídias ganhou uma fama grande e duradoura, tido como um dos fundadores e um dos mais perfeitos expoentes do Alto Classicismo na escultura, e como um dos mais importantes escultores do ocidente.

## Seu contexto e estilo
Fídias viveu no chamado Século de Péricles, uma fase de intensa atividade política, militar e cultural em Atenas. A democracia se consolidava como uma forma de governo para eles racional, liberal e equilibrada, essencialmente humanista e oposta ao odiado totalitarismo encarnado pelos persas, que estavam engajados em uma longa série de atritos contra os gregos, as Guerras Médicas, desde meados do século VI a.C., só encerrados com a vitória final grega em 479 a.C. na Batalha de Plateias. Com a ascensão de Péricles ao poder a partir de c. 460 a.C. o foco de atenção mudou, e foi selada a paz definitiva com os persas no intuito de concentrar forças para combater a rivalidade de Esparta, a expensas de seus aliados da Liga de Delos. Tais eventos foram seguidos de uma reorientação no programa de edificações civis e comemorativas desenvolvido na cidade. Os persas haviam saqueado Atenas em 480 a.C. e destruído muitos de seus templos e monumentos. De início os edifícios foram deixados deliberadamente em ruínas, como uma lembrança perene da barbárie estrangeira, mas a paz com o antigo inimigo possibilitou uma revisão política nessa atitude, e já parecia natural que a cidade fosse restaurada, especialmente seus santuários na Acrópole, como forma de expressão da sua posição política dominante e como um sinal de gratidão a Atena, a deusa tutelar da Ática. Para administrar esse impulso construtivo Fídias foi contratado como o supervisor geral das obras.

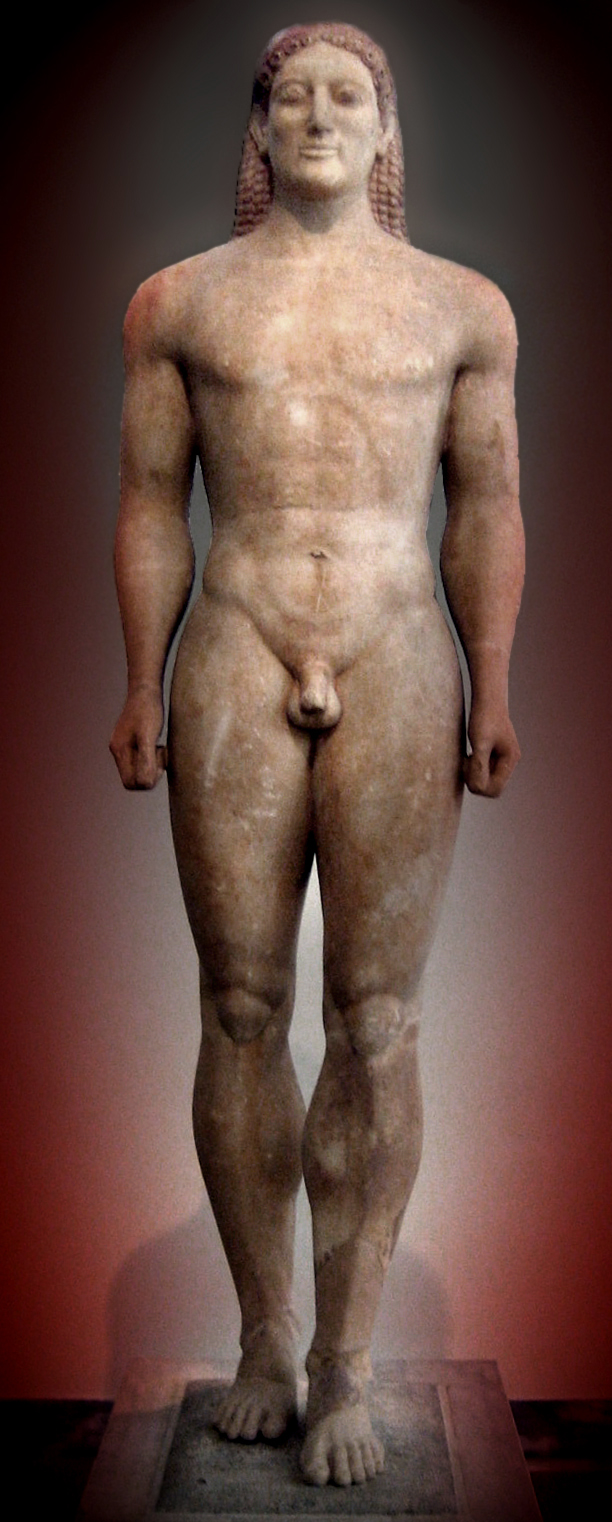
Kouros Krosios, c. Exemplo do estilo arcaico

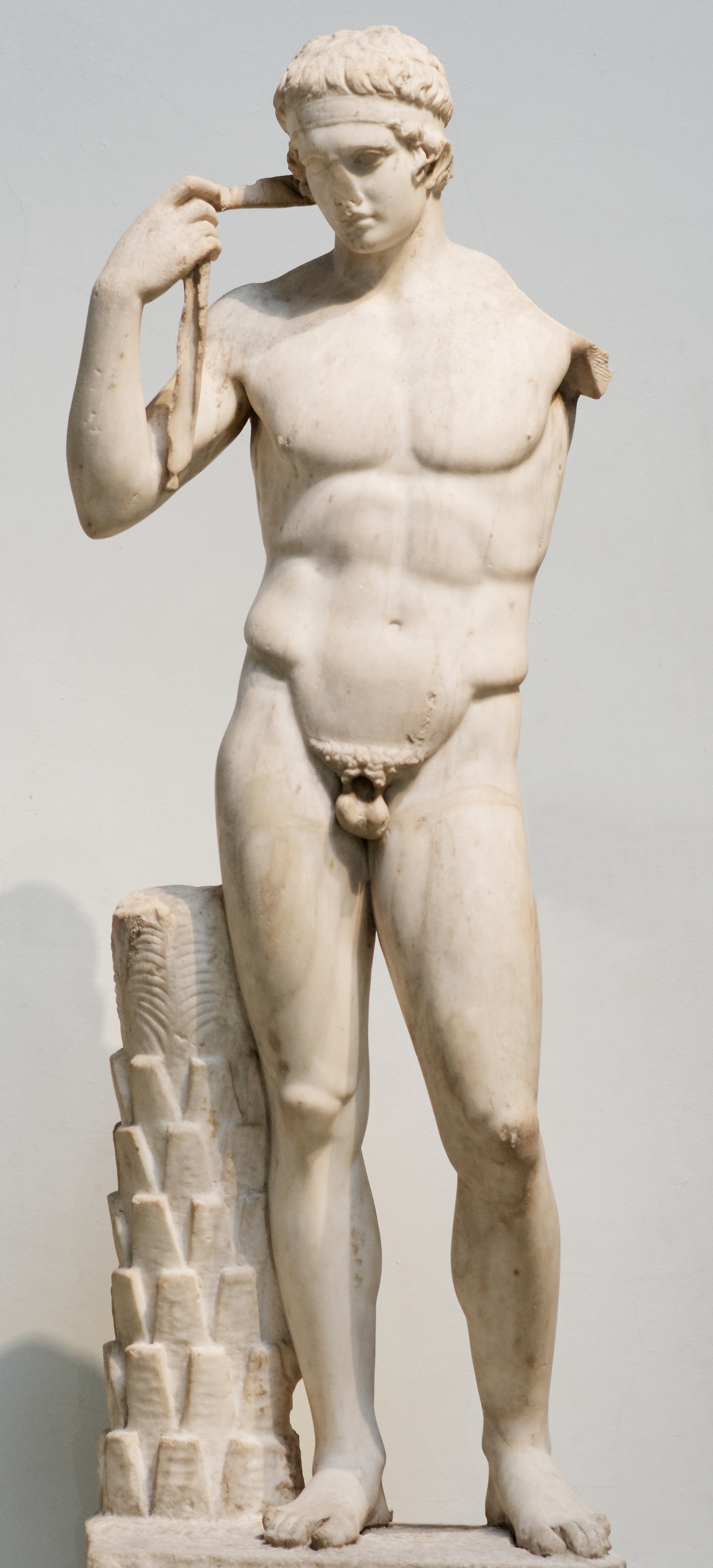
O Diadúmeno atribuído a Fídias, muito semelhante à composição de Policleto de mesmo nome. Cópia romana

Fídias encontrou a escultura grega atravessando um período de profunda e rápida transformação, e ele na verdade foi um dos principais motores desse processo. Os antecedentes dessa mudança estavam na escultura arcaica, que produzira um estilo formalista e rigoroso privilegiando convenções generalistas e abstratizantes. Essas convenções permaneceram quase inalteradas por quase duzentos anos, espelhavam a hierarquização estática da sociedade e permaneciam alheias à representação de particularismos anatômicos naturalistas. Com os arcaicos se iniciara a identificação da beleza física com a virtude moral, num conceito conhecido como kalokagathia, e na tipologia do kouros, a mais importante dessa fase, o orgulho e autoconfiança aristocratas, bem como a sua coragem guerreira e seu espírito de grupo, ficavam já bem expressos. Na virada do século VI para o V a.C. o rigor arcaico começou a se dissolver, nascendo o que se denominou estilo Severo ou pré-Classicismo, em vista do declínio da sociedade aristocrática e oligárquica que lhe servira de justificativa, e do florescimento do sistema democrático, onde idealmente os propósitos coletivos coincidem com os individuais. Uma nova ênfase no individual, quando já se via o homem como o centro do universo, fez com que na representação do corpo humano se dissolvessem as abstrações formais arcaicas em direção a um estilo mais próximo da natureza. Em meados do século V a.C. Míron, Policleto e Fídias entraram em cena reformulando definitivamente o cânone de proporções arcaico e fundando o Classicismo escultórico, retratando o corpo humano de forma muito mais naturalista, mas continuando a buscar nele o reflexo de valores morais coletivos.
Mesmo com o triunfo do naturalismo, não se deve imaginar que a escultura clássica tenha sido realista, no sentido de se fixar em detalhes individuais ou pretender a exatidão de um retrato. Enquanto que procurou elaborar as relações entre mundo espiritual e mundo material através de uma arte cujo caráter era mais mimético do que a arcaica, com uma anatomia mostrada com crescente correção e verossimilhança, se revelou tão generalizante quanto a outra, pois esse maior detalhamento anatômico ignorava as idiossincrasias individuais para construir um modelo ideal de forma. Permanecia desse modo altamente simbólica, pois uma boa escultura era vista como muito mais do que simples ornamento belo ou exibição de virtuosismo técnico, era principalmente instrumento de educação cívica e ética, servindo para ilustração visual de princípios de moralidade, patriotismo, coragem, harmonia e espírito público. Essas qualidades eram eternizadas na escultura através de seu idealismo, e podiam ser apreendidas pela sua contemplação e emuladas pelos cidadãos que desejavam ascender a uma posição destacada na pólis, onde a crença nos valores de grupo, na sociedade, se carregou de tal significado que o civismo passou a ser venerado quase como uma deidade. Ficava fortemente enfatizado assim o papel pedagógico da arte, que foi uma das preocupações centrais do Classicismo e que foi defendido por Sócrates e em seguida por Platão e Aristóteles, numa discussão que lançou as bases da Estética como ramo independente da Filosofia.
Infelizmente só se pode analisar o estilo pessoal de Fídias por vias indiretas, já que nenhuma de suas estátuas colossais sobreviveu, e o que se tem hoje à mão concretamente são cópias romanas de originais a ele atribuídos, de autenticidade nem sempre segura, e os grupos decorativos do Pártenon, de quem foi o com toda probabilidade o idealizador mas dificilmente o escultor prático. É lícito inferir os elementos constituintes do seu estilo, porém, da tendência geral da escultura de seu tempo, como descrita acima, que em suma se baseava no naturalismo mas buscava expressar a harmonia e equilíbrio entre corpo e espírito, a beleza ideal e um ethos elevado. Se fossem desconhecidos os relatos históricos sobre seu imenso talento, e sobre a impressionante aparência e o profundo significado das suas melhores criações para seus contemporâneos, pelo que permanece do Pártenon bastaria para se afirmar com segurança que foi um inventor de formas altamente dotado, inspirado pela solenidade, pela austeridade, pelo dinamismo e força, pelo monumental e pelo épico, que o levaram para longe do arcaísmo e abriram um novo mundo para a representação da figura humana.

## Primeiros anos
Acontece com muitos nomes célebres da Antiguidade que haja um marcante contraste entre o que se sabe de sua fama e obras e o que se conhece sobre sua vida, e Fídias pertence a esta categoria de artistas de renome universal mas quase sem quaisquer detalhes confiáveis sobre sua biografia, substituída que foi por uma coleção de lendas e narrativas apócrifas e não raro contraditórias, de valor histórico muito duvidoso. A sua situação se complica quando se sabe que as maiores fontes de dados para a reconstrução de sua existência, Plínio, Pausânias e Plutarco, fizeram seus relatos vários séculos depois de sua morte. Plínio disse que ele era filho de um certo Cármides. De acordo com um comentarista de Aristófanes, ele havia se formado como pintor, mas depois teria sido instruído na escultura por Ageladas, da Escola de Argos, e, segundo Dião Crisóstomo, também pelo ateniense Hegias.
Iniciou sua carreira no tempo de Címon, logo após o encerramento das Guerras Médicas, e nesta época seu estilo devia evidenciar a influência dos escultores Severos com quem aprendera. Fontes antigas atribuem a ele em seus primeiros anos 13 figuras em bronze para o santuário de Apolo em Delfos, incluindo o deus, Atena e heróis; uma estátua de Atena em ouro e marfim para Pelene; um grande acrólito da Atena Areia para Plateias, com trajes de ouro, apenas um pouco menor do que a colossal Atena Promacos, feita para Atenas. Atualmente também se credita aos seus primeiros anos o original do Hermes Ludovisi, mas sem grande certeza.

### Atena Promacos

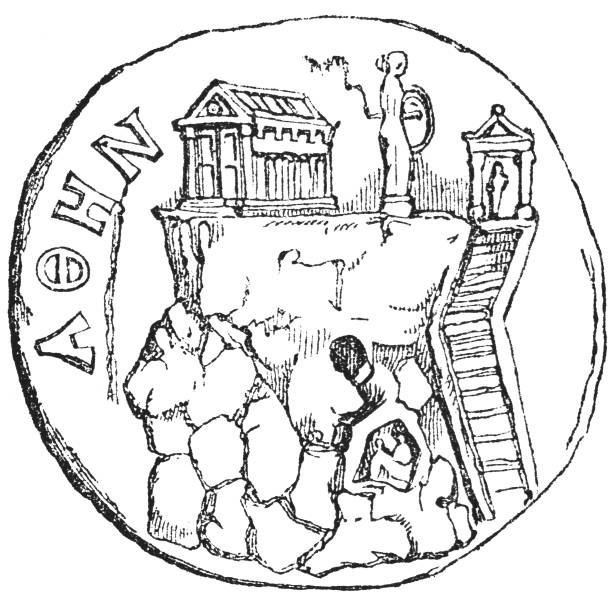
A Atena Promacos sobre a Acrópole mostrada em uma moeda

A Atena Promacos ("a que guerreia na vanguarda") foi possivelmente a primeira obra de vulto de Fídias. Elaborada em bronze com o espólio da Batalha de Maratona e dedicada a Atena em agradecimento pelo sucesso militar, tinha cerca de 10 m de altura e, instalada na Acrópole de Atenas em c. 456 a.C., podia ser vista desde o mar. Ali permaneceu até que Constantino I (r. 306–337) a levou para Constantinopla, onde foi destruída pela massa do povo em 1204, crendo que ela havia conjurado a aproximação da esquadra da IV Cruzada.
Só é possível reconstituir seu aspecto através de imagens toscas em moedas e cópias miniaturizadas muito imperfeitas e desiguais. Moedas romanas dos séculos II e III cunhadas em Atenas, que a mostram entre edifícios da Acrópole, consistentes com uma descrição de Pausânias, são a fonte mais segura para reconstruir a imagem. Elas a mostram parcialmente, de pé, segurando na mão direita uma imagem de Nice, a deusa da Vitória, com a ponta de uma lança sobressaindo ao seu ombro esquerdo. Outras moedas helenísticas e romanas a mostram completa, em atitude similar, mas não se tem certeza de que representavam a Promacos, podendo ser imagens também da Atena Partenos, que alguns pensam ter-lhe sido muito semelhante. Zósimo escreveu dizendo que quando os godos penetraram da Acrópole, retrocederam espantados diante da estátua imensa.

## Maturidade

### Decoração escultural do Partenon

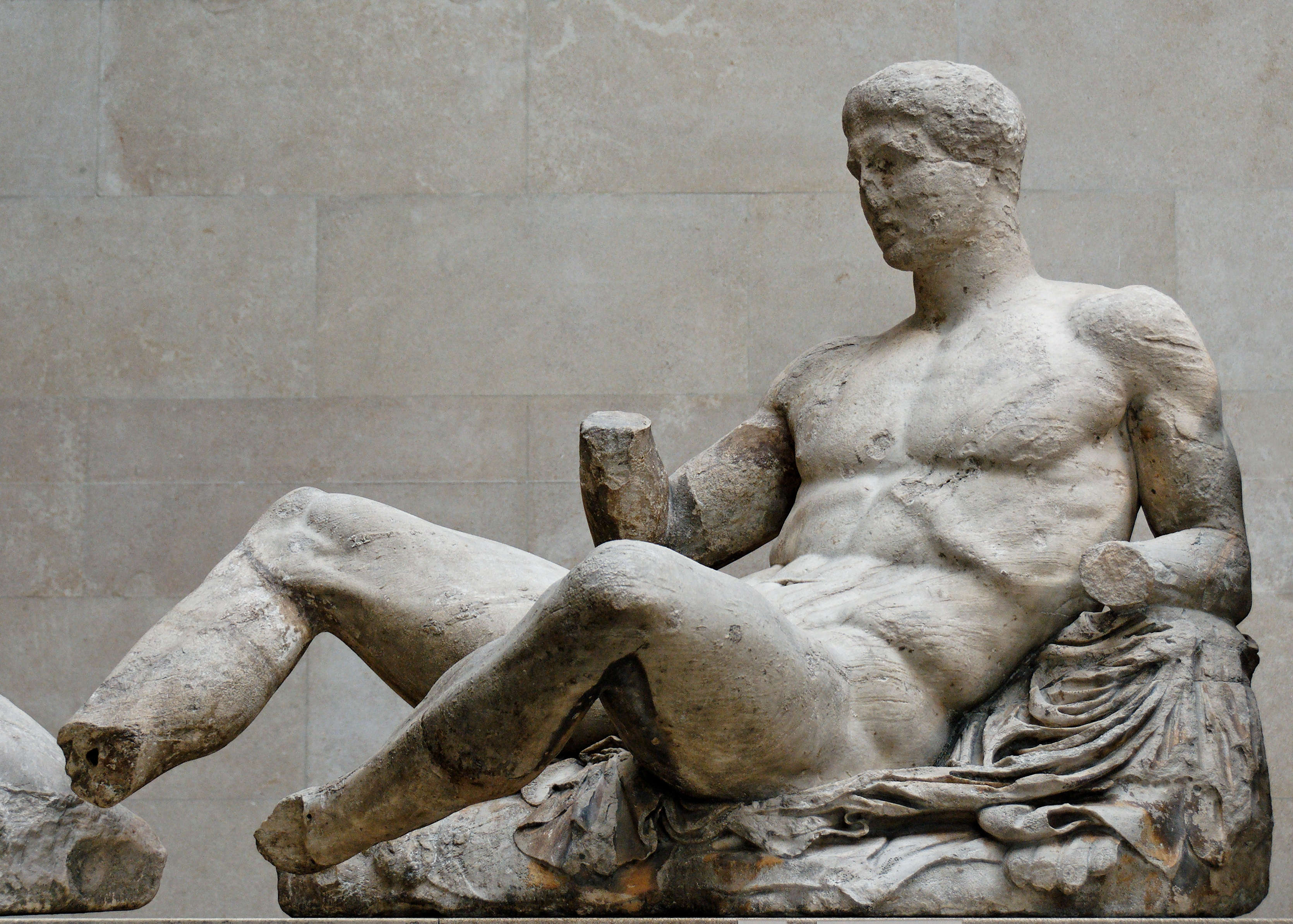
Dionísio, antigamente no frontão leste do Partenon, hoje no Museu Britânico

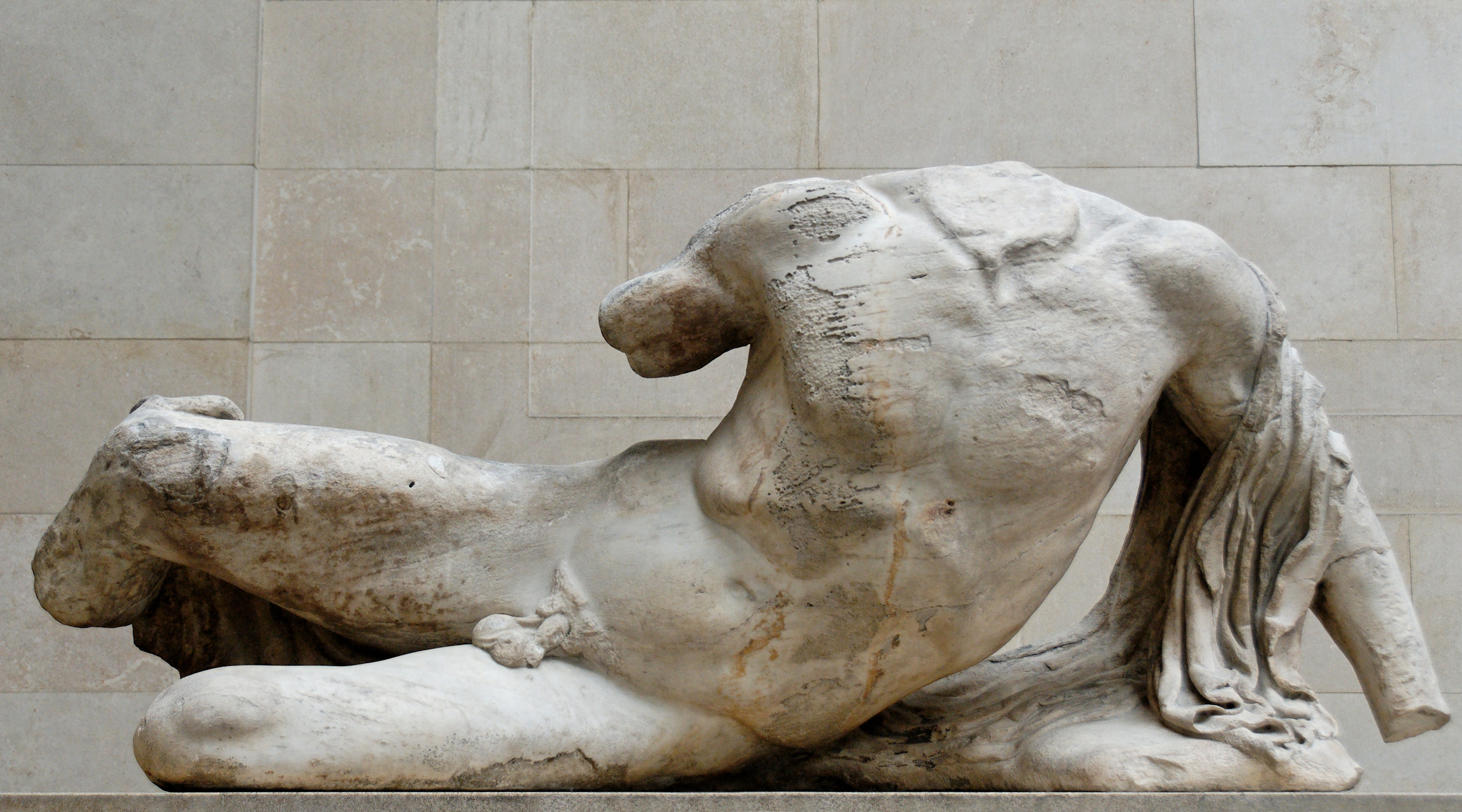
Personificação do rio Ilíssos, antigamente no frontão oeste do Partenon, hoje no Museu Britânico

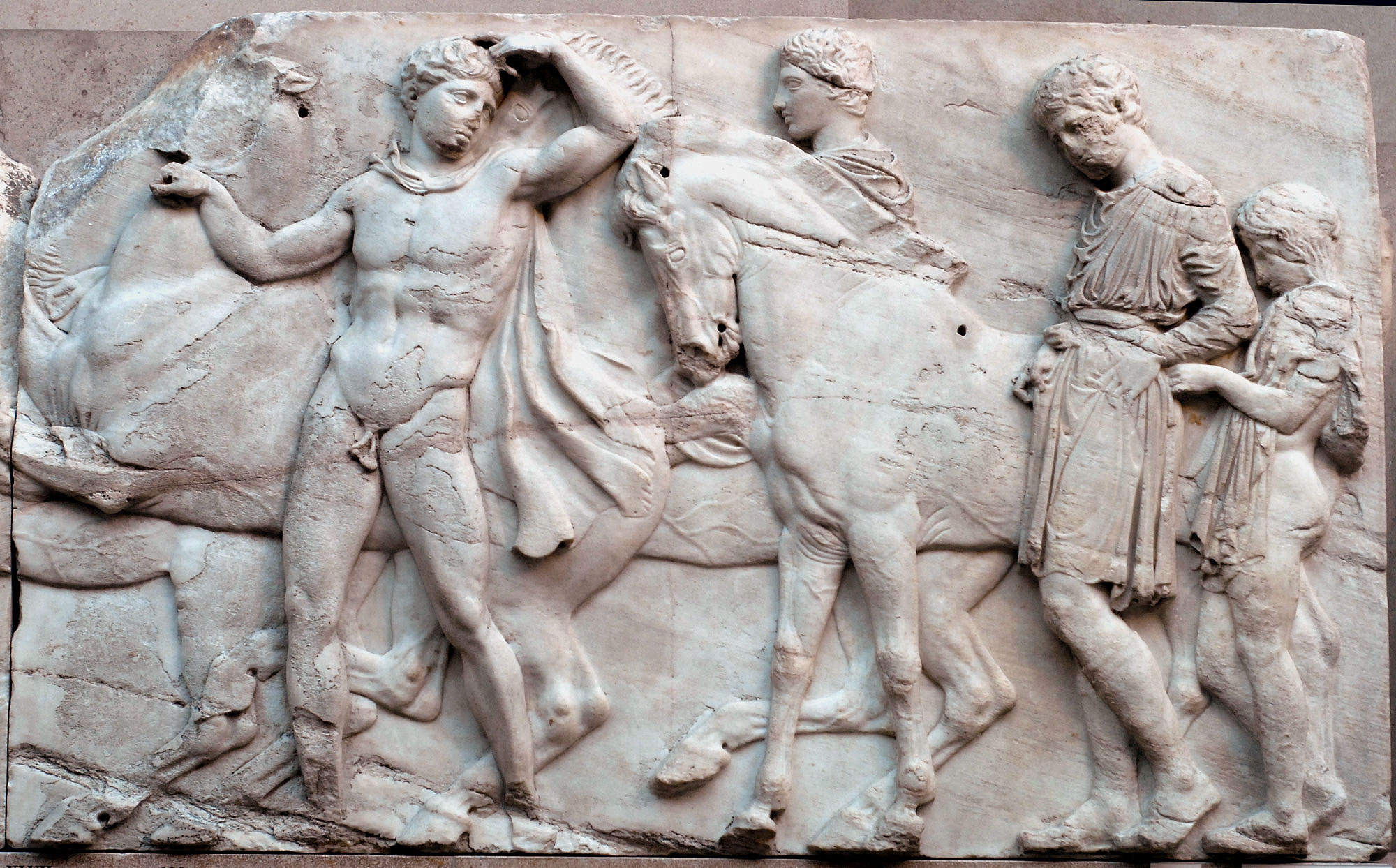
Fragmento do friso da cela

Um pouco depois de Fídias completar a Promacos, Péricles assumiu o governo. Segundo relatos antigos, desenvolveu-se uma forte amizade entre ambos, e Plutarco afirmou que o escultor tinha grande influência sobre o estadista. Embora não seja implausível, hoje não se tem tanta certeza sobre isso, e as atribuições exatas incluídas no cargo de Fídias são difíceis de determinar. Plutarco sugeriu que ele se tornou algo como um "ministro da cultura", o que é uma descrição vaga e parece exagerada no contexto administrativo da época. A crítica moderna tende a considerar sua situação como um supervisor artístico das edificações da Acrópole, e mais especificamente do Partenon, o que implicaria autoridade sobre todos os arquitetos e artesãos envolvidos nos projetos e responsabilidade pela execução das obras decorativas, representando de qualquer forma um enorme volume de trabalho. Com segurança, contudo, só se sabe, a partir de provas documentais, que ele havia sido contratado para criar outra estátua gigante de Atena, para ser instalada no Partenon.
O Partenon foi reformado entre 447 e 432 a.C., sobre as fundações de um templo anterior inacabado, possivelmente à inspiração do Templo de Zeus em Olímpia, então o maior dos santuários pan-helênicos. O Partenon representava o ápice do programa construtivo de Péricles, e parece claro que um dos objetivos das reformas foi levar Atenas para uma posição de predominância cultural e política entre os gregos. Ambos os templos compartilham de algumas características comuns na escolha dos temas e no arranjo geral dos grupos escultóricos, mas os de Atenas mostram uma evolução no estilo, já claramente Clássico, enquanto os de Olímpia ainda seguem os cânones do estilo Severo, do qual são o mais importante exemplo arquitetural. O conjunto decorativo do Partenon mostra uma apreciável unidade, com a exceção das métopes, que apresentam um estilo um tanto arcaizante e mostram uma qualidade desigual. Isso pode se explicar por terem sido provavelmente as primeiras peças a serem esculpidas, quando Fídias ainda não tivera tempo de organizar o trabalho, deixando aos artífices liberdade de criação, ou pelo possível uso de material reciclado mais antigo.
Fídias naturalmente devia ter um interesse particular pelo edifício, já que ele iria abrigar sua Atena colossal, e parece que ele interferiu diretamente no desenho da estrutura enquanto ela estava em plena construção, induzindo modificações importantes no plano original de Ictinos, o arquiteto, particularmente quando decidiu inserir um friso em torno da cela. A única peça de escultura do Partenon em que é assegurada a elaboração pessoal de Fídias é a estátua de culto de Atena que foi instalada no interior. Todo o restante é de execução incerta, sendo supostamente posta a cargo de seus discípulos Alcâmenes e Agorácrito, dirigindo uma equipe de auxiliares selecionados por Fídias. Mas é geralmente aceito que ele concebeu o arranjo geral dos conjuntos e pode ter mesmo feito desenhos para as métopes e modelos em argila para os frontões e acrotérios. É de assinalar ainda que boa parte da estrutura, incluindo as esculturas, era colorida, podendo ter ademais recebido adornos em metal e douramentos.
Todo programa temático dos conjuntos concordava com os ideais de Péricles de exaltar Atena, a deusa protetora de Atenas, e glorificar a excelência de seu povo, seus deuses e suas vitórias contra a barbárie persa. As métopes foram cavadas em alto-relevo e são o único grupo onde se mostram cenas de batalhas. Infelizmente se encontram hoje em dia em geral muito desfiguradas e fragmentárias, e poucas podem ser identificadas com segurança. Algumas estão em estado bastante bom, mas diversas estão totalmente irreconhecíveis e várias foram inteiramente perdidas. As métopes foram provavelmente as primeiras peças a serem esculpidas, precisando ser instaladas à medida que se finalizava a parte superior do prédio. Cada lado do templo traz um grupo de métopes com um tema distinto. Sobre a entrada principal, ao leste, estão as cenas da Gigantomaquia; ao sul, a Centauromaquia; ao oeste, a Amazonomaquia, e ao norte está representado o saque de Troia, e elas são comumente interpretadas como ilustrações do sucesso da civilização ateniense sobre forças bárbaras e irracionais.
O friso traz uma longa cena processional, com uma profusão de deidades, homens e animais, que se julga uma representação do importante festival pan-helênico da Grande Panateneia, um motivo sem precedentes na escultura grega que se interpreta como uma metáfora da ordem e harmonia ideais do império ateniense através de uma imagem unificadora de um ritual público entre a metrópole e suas colônias, aliados e cidades-satélite. Ao mesmo tempo, formalmente o friso representa uma síntese renovada do estilo narrativo empregado na decoração escultural da região sob influência ateniense, sendo mais um elemento na propaganda oficial de liderança divulgada por Atenas, de certa forma suavizando a condição de real sujeição de seus aliados sob um manto politicamente útil de piedade e unidade cultural. Segundo David Castriota, Fídias foi o primeiro a representar a ideologia ateniense em escultura arquitetural, explorando as qualidades sugestivas da escala monumental e da posição elevada dos grupos, aumentando o impacto da mensagem com hábil solução plástica de justaposições e oposições significantes, e conseguindo fundir os mitos com a política para explicar a estrutura da sociedade ateniense e a origem do patronato de Atena.

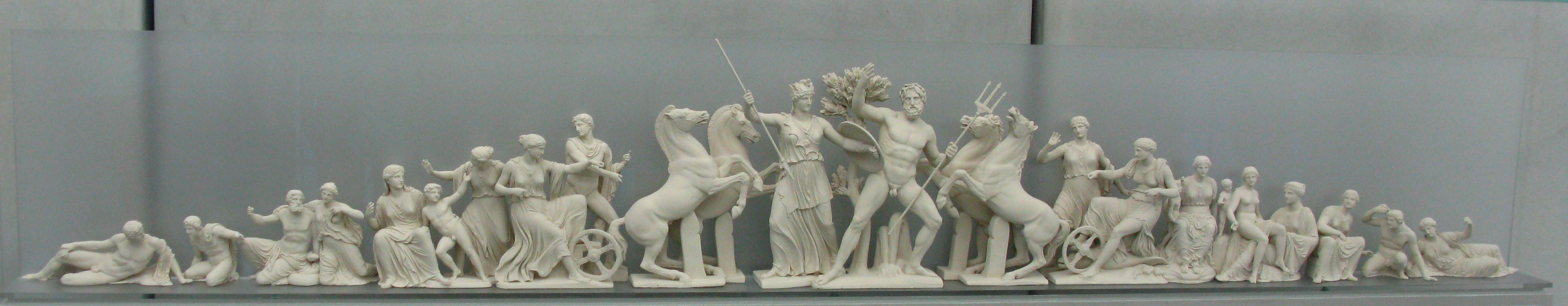
Reconstituição moderna do frontão oeste do Partenon a partir de uma proposta de K. Schwerzek. Museu da Acrópole de Atenas

O tema do frontão oeste é a disputa entre Atena e Posidão pela proteção da Ática, que consta no mito fundador de Atenas. Os dois deuses aparecem em confronto, mostrados à frente de carruagens conduzidas respectivamente por Nice e Anfitrite, com figuras secundárias de mortais e personificações de rios nas laterais. Por trás de Atena se coloca Hermes e junto a Posidão, Íris, os mensageiros de Zeus, árbitro final da contenda. Já o frontão leste trata do nascimento de Atena, outros tema inédito na escultura grega. Dada a perda do grupo central, possivelmente na adaptação do templo mais tarde como igreja cristã, a identificação temática ficaria para sempre uma incógnita se não fosse uma breve citação de Pausânias. Restam os grupos laterais de Hélio e Selene com os cavalos de suas carruagens, e alguns outros personagens secundários, identificados supostamente como Kore, Leto, Eros, Ártemis Brauronia e Deméter, entre outros, e alguns sem qualquer identidade sugerida. Fragmentos que se supõe terem pertencido ao grupo faltante foram encontrados nas escavações nas redondezas do edifício, e estudiosos desde o século XIX têm tentado reconstruir a cena do centro, com resultados sempre hipotéticos e com variados graus de aceitabilidade. Olga Palagia sugeriu que o grupo principal era composto por Zeus ao centro, ladeado por Atena e Hera.
As esculturas do Partenon sofreram muitos danos ao longo de sua história. Quando o edifício foi convertido em igreja cristã no século VI d.C. diversas métopes e partes dos frontões foram mutilados e as faces das figuras destruídas, a fim de se apagar quaisquer traços da religião pagã. Algumas sobreviveram porque puderam ser assimiladas à ideologia cristã no contexto da luta entre o bem e o mal. Em 1687, na época da dominação turca sobre a Grécia, o Partenon estava sendo usado como depósito de munição, quando houve um ataque de navios venezianos a Atenas. Uma bomba explodiu sobre a Acrópole, destruindo o interior da cela, várias colunas, o teto e parte da lateral do Partenon, e pulverizando várias esculturas. Em seguida os venezianos saquearam o local e na tentativa de remoção destruíram vários grupos escultóricos importantes. Afortunadamente trinta anos antes desses eventos um grupo de artistas e antiquários franceses havia visitado a Acrópole e realizado diversos desenhos detalhados de boa parte dos monumentos, desenhos que foram preservados e que fornecem informações essenciais para o seu estudo moderno.
No início do século XIX Thomas Bruce, 7º Lorde Elgin, diplomata inglês creditado junto ao governo grego, solicitou e obteve autorização para levar "algumas" esculturas para a Inglaterra, mas o que aconteceu foi o despojamento quase completo do edifício da decoração esculpida que ainda existia. Esse grande grupo de obras é conhecido como os Mármores de Elgin, que até hoje são reivindicados pela Grécia e são motivo de disputa entre ambos os países. No século XX esses Mármores foram submetidos a um processo de restauro inadequado que eliminou o remanescente de sua policromia e sua pátina, e hoje as peças que ainda permanecem in situ estão ameaçadas pela poluição atmosférica e a chuva ácida. Já foram feitas propostas de removê-las definitivamente para um museu e substituí-las por réplicas, a fim de poderem ser preservadas.

### Atena Partenos

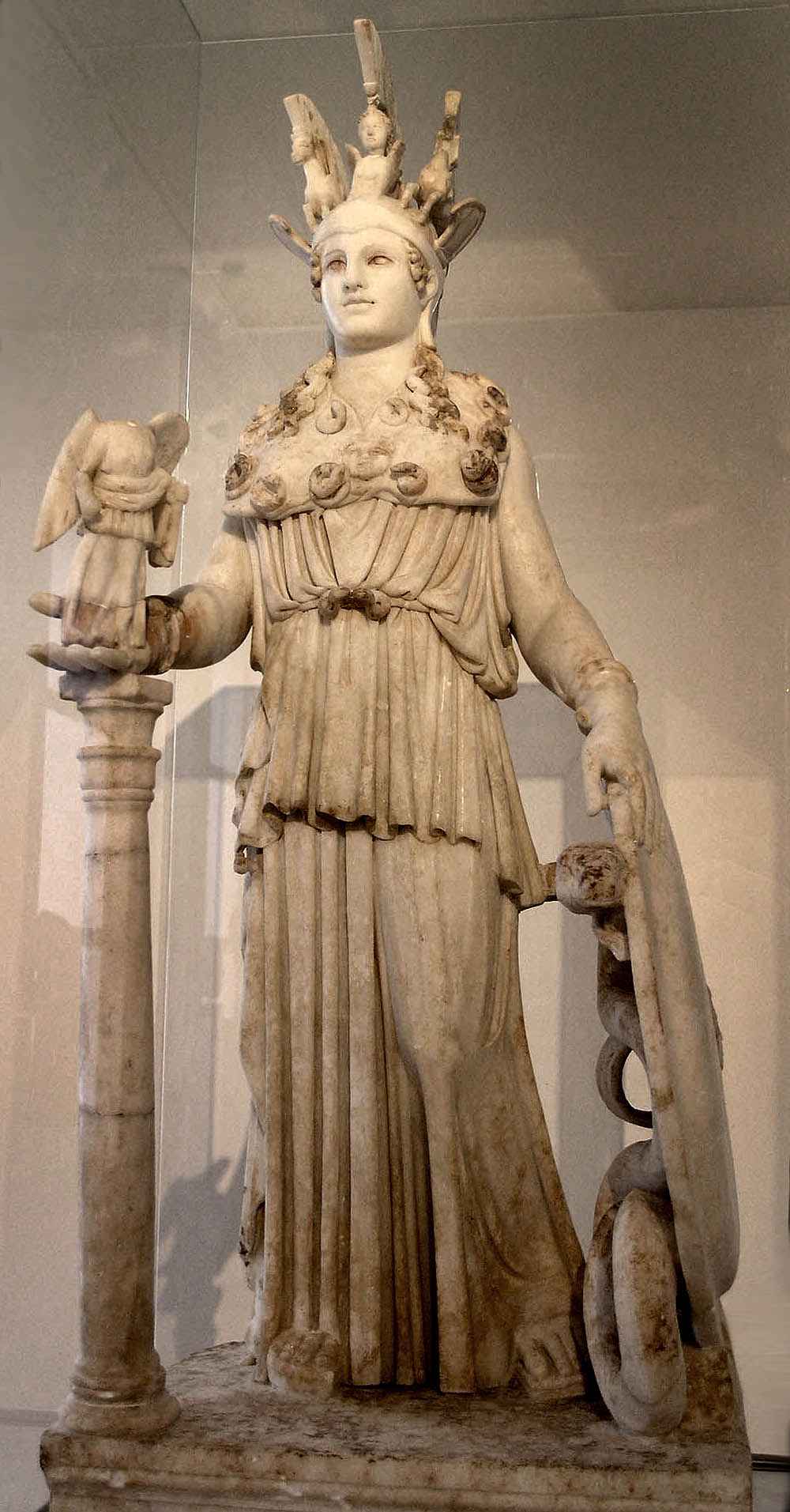
Atena Varvakeion, cópia da Atena Partenos.

A estátua de Atena instalada no Partenon, chamada Atena Partenos ("Atena virgem"), foi a segunda grande composição isolada de Fídias, iniciada em torno de 447 e completa cerca de 438 a.C. Segundo uma antiga tradição, cuja origem é incerta, os atenienses estabeleceram um concurso para a elaboração da imagem, participando Alcâmenes e Fídias. Alcâmenes fez seu esboço com grande beleza e arte, mas Fídias, considerando que a estátua final deveria ter grandes dimensões e ser vista de baixo para cima, empregou distorções na proporção. Quando os projetos foram apresentados ao público Fídias esteve a ponto de ser apedrejado pela multidão, indignada com o que lhe pareceu um sacrilégio, até que ambos os modelos foram colocados em um alto pedestal. Então as graças do esboço de Alcâmenes se tornaram disformes e a deformidade da concepção de Fídias apareceu com um aspecto natural e harmonioso, demonstrando seu entendimento das leis da óptica e do escorço. Pausânias relatou que ela fora realizada em marfim e ouro sobre um núcleo de madeira, e concebida estando em pé. Na mão direita segurava uma imagem de Nice, a Vitória, e com a outra empunhava uma lança, ao lado da qual, junto ao chão, havia um escudo e uma serpente que representava Erictônio. Tinha um elmo ricamente decorado, coroado por uma esfinge ladeada de grifos. Sua túnica chegava-lhe aos pés e no peito estava um medalhão com a face da Medusa. No pedestal, um relevo contando a história do nascimento de Pandora. Plínio a descreveu como tendo 26 cúbitos de altura, cerca de 12 m, e que no escudo haviam sido esculpidos relevos mostrando a Amazonomaquia, e sobre suas sandálias, a Centauromaquia.
Danificada pelo fogo em 165 a.C., foi restaurada. Aparentemente no século V d.C. ainda permanecia em seu templo, mas um relato do século X diz que estava nesta época em Constantinopla. A Atena Partenos foi copiada várias vezes, e é possível ter uma vaga ideia da original através da Atena Varvakeion, do século II d.C., hoje no Museu Arqueológico Nacional de Atenas, uma reprodução muito reduzida, mecânica e de escasso mérito artístico, mas considerada junto com a Atena Lenormant, no mesmo museu, a mais fiel de quantas há. Uma imitação da Partenos em escala menor, mas ainda colossal, foi instalada na cidade de Priene, para adornar o templo local da deusa. Outras cópias foram executadas sob forma de relevos, moedas e oferendas votivas em miniatura (são conhecidas cerca de 70). Reproduções em escala humana estão no Museu do Louvre, e outra no Museu Nacional Romano (muito restaurada e alterada). Seu escudo foi preservado em uma cópia romana fragmentária do século III d.C., que se encontra no Museu Britânico, e outro fragmento de cópia se preserva em Patras. Uma reconstrução moderna da Atena em seu tamanho original foi feita em Nashville pelo escultor Alan LeQuire, e inaugurada em 1990. O projeto foi orientado pelas respeitadas pesquisadoras de arte grega Brunilde Ridgway e Evelyn Harrison.
Plutarco disse que a reputação de Fídias e sua ligação com Péricles lhe trouxeram inimigos, que o acusaram de ter sacrilegamente representado a si mesmo nos relevos do escudo da deusa, segurando um retrato de Péricles, e de subtrair parte do ouro reservado para o revestimento da obra; teria sido preso e morto por isso, o que contradiz a evidência de que ele logo depois trabalhou em Olímpia. Desde o século XIX a crítica tem considerado sua culpa improvável; Péricles já o havia defendido em seu tempo, desafiando os acusadores a pesar o ouro, e parece difícil crer, como pensava Charles Waldstein, que o escultor, se tivesse sido realmente considerado um ladrão e um ímpio, fosse mais tarde recebido com honras em Olímpia para criar uma outra estátua colossal para o templo de Zeus, um dos mais célebres da Grécia Antiga. Parece então provável que na impossibilidade de atacar Péricles diretamente, seus inimigos procurassem prejudicar seus associados.

### Atena Lêmnia

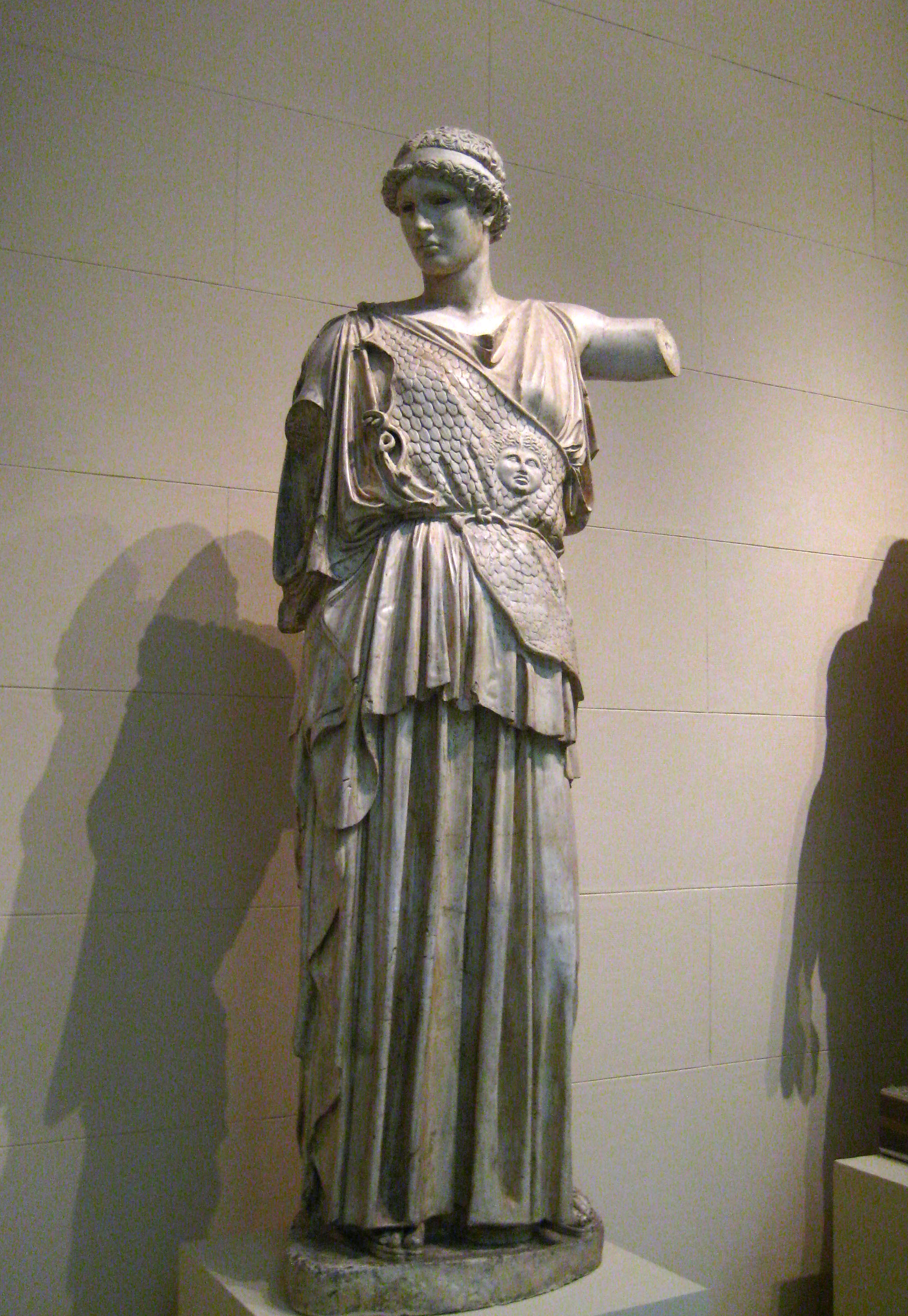
Cópia do Museu Pushkin da Atena Lêmnia recriada por Furtwängler.

O original foi criado pouco depois de 451 a.C. por encomenda de colonos gregos estabelecidos na ilha de Lemnos, e foi ereto na Acrópole de Atenas como um ex-voto. Este original foi perdido, mas sobrevivem cabeças e estátuas incompletas romanas em mármore que se acredita serem cópias do original. É possível que Fídias tenha apenas criado um modelo em pequenas dimensões e encarregado a execução da obra final a Agorácrito de Paros.
Foi muito louvada na Antiguidade. Pausânias disse que era a mais bela das obras de Fídias, e Aristides de Atenas afirmou que ela e outras obras do escultor "eram a expressão material de uma maestria técnica insuperável e ofereciam um prazer estético sem igual para o observador". Luciano apelidou-a de Morphé pela sua beleza.
A Lêmnia foi ressuscitada em tempos modernos por Adolf Furtwängler em 1891 a partir do estudo de uma cabeça e três estátuas incompletas de coleções de Dresden e Cassel, e uma cabeça do Museu Arqueológico de Bolonha, reconstruindo uma estátua quase completa. Essa reconstrução tem sido geralmente aceita, mas permanece conjetural.

### Outras obras
Outros trabalhos atribuídos a Fídias em sua segunda fase — embora as datações nunca sejam muito seguras e as fontes antigas amiúde sejam enganosas — foram um Apolo Parnópio de bronze para a Acrópole; uma Afrodite Urânia para Cerâmico; uma estátua da Mãe dos Deuses para Metroo, perto de Cerâmico, representada num trono suportado por leões e com um címbalo na mão; uma Afrodite vista por Plínio em Roma; um Asclépio em ouro e marfim para Epidauro; uma Amazona ferida, para o Templo de Ártemis em Éfeso, executada em um concurso de que participaram Policleto, Fradmon e Crésilas; uma Atena de bronze; uma Afrodite em mármore; um retrato de Péricles; um Hermes Pronau para Tebas; duas estátuas vestidas e uma nua não identificadas, citadas por Plínio como estando em Roma.

## Última fase

### Zeus Olímpico

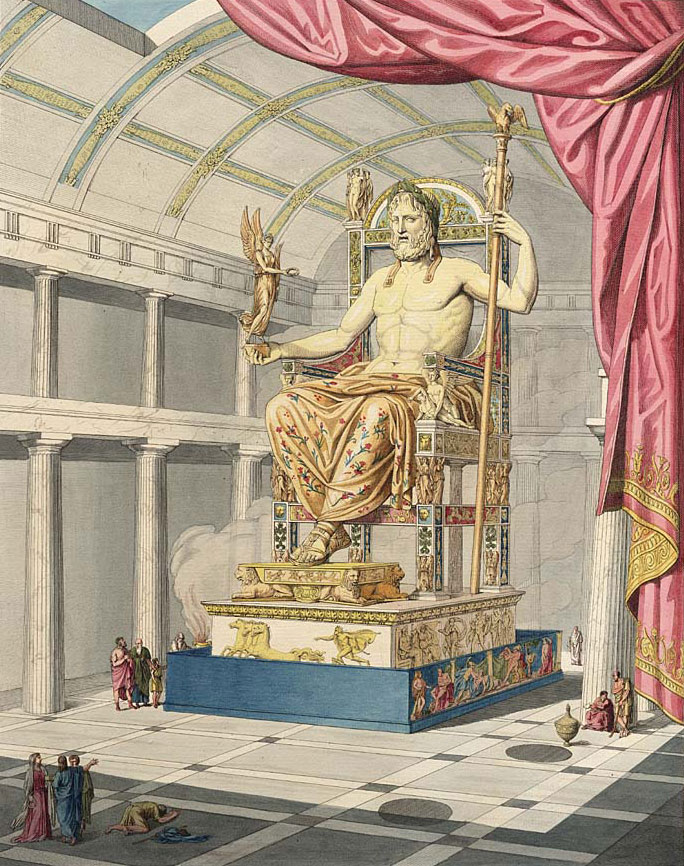
Zeus Olímpico por Quatremère de Quincy (1815).

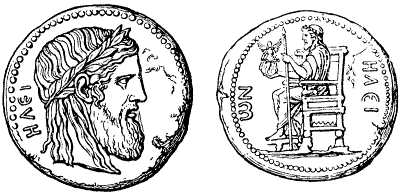
Moeda da época da construção do Zeus, mostrando a imagem da estátua

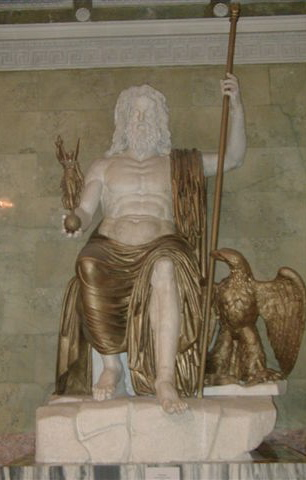
Zeus do Hermitage, interpretação livre romana do colosso criado por Fídias. A águia ao seu lado não fazia parte do original

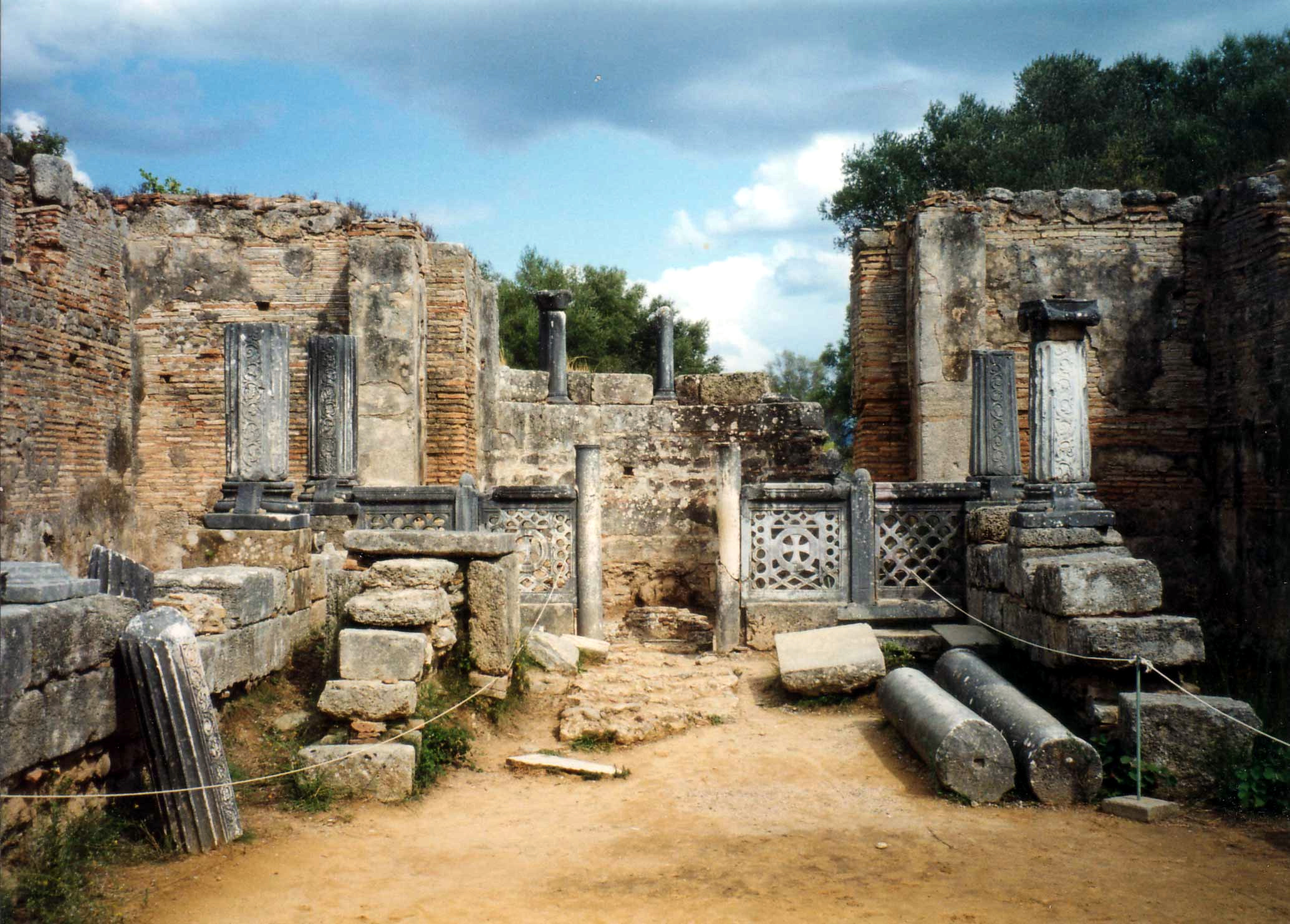
O presumido estúdio de Fídias em Olímpia

Boa parte da fama universal de Fídias deriva da criação da estátua de Zeus Olímpico (Zeus Olympeios), instalada no templo de Zeus em Olímpia, completada em torno de 430 a.C., e considerada uma das sete maravilhas do mundo antigo. As descrições antigas contam que a estátua foi concebida em posição sentada, mas suas dimensões exatas não foram transmitidas à posteridade. Diz a tradição que era tão grande que se se levantasse levaria consigo o teto do templo; estima-se hoje que possuísse cerca de 12 m. Era revestida de ouro e marfim e em parte colorida. Trazia uma coroa de louros na cabeça e mão direita carregava uma imagem de Nice coroada e com um ramo nas mãos. Com sua mão esquerda empunhava um cetro feito de vários metais, em cuja extremidade havia uma águia. Sobre seu manto de ouro haviam sido pintadas várias figuras de animais e flores, especialmente lírios. O trono era coberto de incrustações de ouro, marfim, ébano e pedras preciosas, com relevos esculpidos e imagens pintadas. Pausânias relatou que quando Fídias terminou a obra orou a Zeus pedindo um sinal se ela o havia agradado, e nesse instante um raio ou uma luz penetrou pela abertura do teto do templo e gravou uma marca no piso, que foi coberta com um vaso de bronze.
Um epigrama antigo fala que um amigo do escultor perguntara a ele de onde havia retirado as proporções para tão majestosa composição, e ele teria dito que se inspirara na descrição de Zeus dada por Homero em sua Ilíada. Seus contemporâneos ficaram tão impressionados com o trabalho que se perguntavam se Zeus em pessoa teria se revelado para o mestre, ou se este teria sido levado ao céu para contemplar a imagem da divindade. Figurado no mito em tantas situações onde manifesta um caráter colérico, aqui o deus aparecia benigno e pacífico. Arriano e Dião Crisóstomo se admiravam do efeito que ela exercia sobre o espectador, afastando todas as angústias. Ecoando elogios semelhantes em diversas fontes históricas, Dio assim continuou:
"Creio que mesmo o homem que se encontra acabrunhado em espírito, que em sua vida bebeu demais da taça da adversidade e da tristeza, e mesmo aqueles que nunca conhecem o doce consolo do sono, penso que mesmo esses, quando se apresentam diante desta estátua, esquecem todos os acidentes cruéis e alarmantes que tumultuam a vida de um homem. Oh, quão feliz foste tu, Fídias, inventando e materializando um espetáculo que é simplesmente livre de cuidados, o antídoto dos vexames, que faz esquecer todo dissabor, e que radiância e charme superabundantes tua arte lhe emprestou!".
O destino do Zeus é controverso. Alguns supõem que ele foi perdido no incêndio em seu templo original em 426 d.C., mas uma tradição bizantina diz que a obra foi carregada para Constantinopla e ali destruída pelo fogo cerca de 50 anos depois. O estúdio onde havia sido produzida tal maravilha foi preservado pelos cidadãos locais durante muito tempo, e em sua honra foi instituído um cargo de conservador oficial da escultura, para que ela permanecesse limpa e em boas condições. Em 1958 uma equipe de arqueólogos alemães escavou as ruínas do que se concluiu ser este estúdio, e nelas foram encontradas ferramentas de escultor, fragmentos de marfim, moldes do que teriam sido partes dos trajes da estátua e uma taça com a inscrição "eu pertenço a Fídias". A datação dos estratos indicou c. 430 a.C., perfeitamente consistente com os relatos sobre a época da criação da escultura monumental.
O período que Fídias passou em Olímpia é cercado de outras narrações difamatórias, que alegam ter ele repetido a inscrição de um retrato profano na imagem sagrada - desta vez o de seu eromenos Pantarces entre os relevos do trono - e também o roubo de ouro, e caído em desgraça novamente, mas da mesma forma a crítica moderna não as toma em séria consideração. A duplicação do conteúdo da história, que imita quase literalmente o caso da Atena Partenos, leva por si à desconfiança. Anthony Podlecki, cotejando as fontes, apontou várias inconsistências factuais e falhas na cronologia, se inclinando a ver todo o caso como pura maledicência que, repetida ad infinitum, adquiriu o status de tradição. É de lembrar que nenhuma das elogiosas descrições sobre a estátua, preservadas na literatura antiga, aludem ao fato. Pausânias escreveu que os descendentes do escultor foram honrados com o cargo de conservadores oficiais da estátua, numa linhagem que perdurou até o século II d.C. Nada disso parece concordar com a imagem de uma personalidade criminosa e ainda por cima reincidente. Por fim, Dião Crisóstomo citou que o artista recebera remuneração dos eleatas pelo trabalho - o que não teria acontecido se se tivesse verificado a subtração de ouro - mas de qualquer forma a questão continua em aberto.

### Obras finais e morte
Os escritores antigos referem finalmente mais algumas esculturas que Fídias teria feito nesse período derradeiro de sua vida, mas não fica claro se antes ou depois do Zeus: uma Atena em marfim e ouro para a acrópole de Elis; uma imagem em marfim e ouro de Afrodite Urânia para Elis, representada com um pé sobre uma tartaruga; e uma estátua de um efebo atando seus cabelos com uma fita, de identidade ignorada, feito para Olímpia, do qual um Diadúmeno conservado no Museu Britânico pode ser uma cópia.
A forma como Fídias veio a morrer é obscura. Para uns ele foi envenenado, para outros morreu na prisão ou doente, outros ainda dizem que ele voltou a Atenas e foi assassinado pelos seus desafetos depois de ter feito a estátua de Zeus, ou que acabou seus dias tranquilamente em uma casa de campo perto de Olímpia. Nada se sabe com certeza. É possível que tenha casado e gerado descendência, mas a bibliografia não o menciona. Entretanto Pausânias, como se disse acima, relata que à "posteridade de Fídias" foi conferido o cargo de conservadores da estátua, mas o parentesco pode ter sido colateral. Plínio e Estrabão falaram de um certo pintor Paneno, que teria sido seu sobrinho ou irmão, que o teria auxiliado na execução do Zeus pintando partes de suas vestes e provendo pinturas para o templo.

## Legado

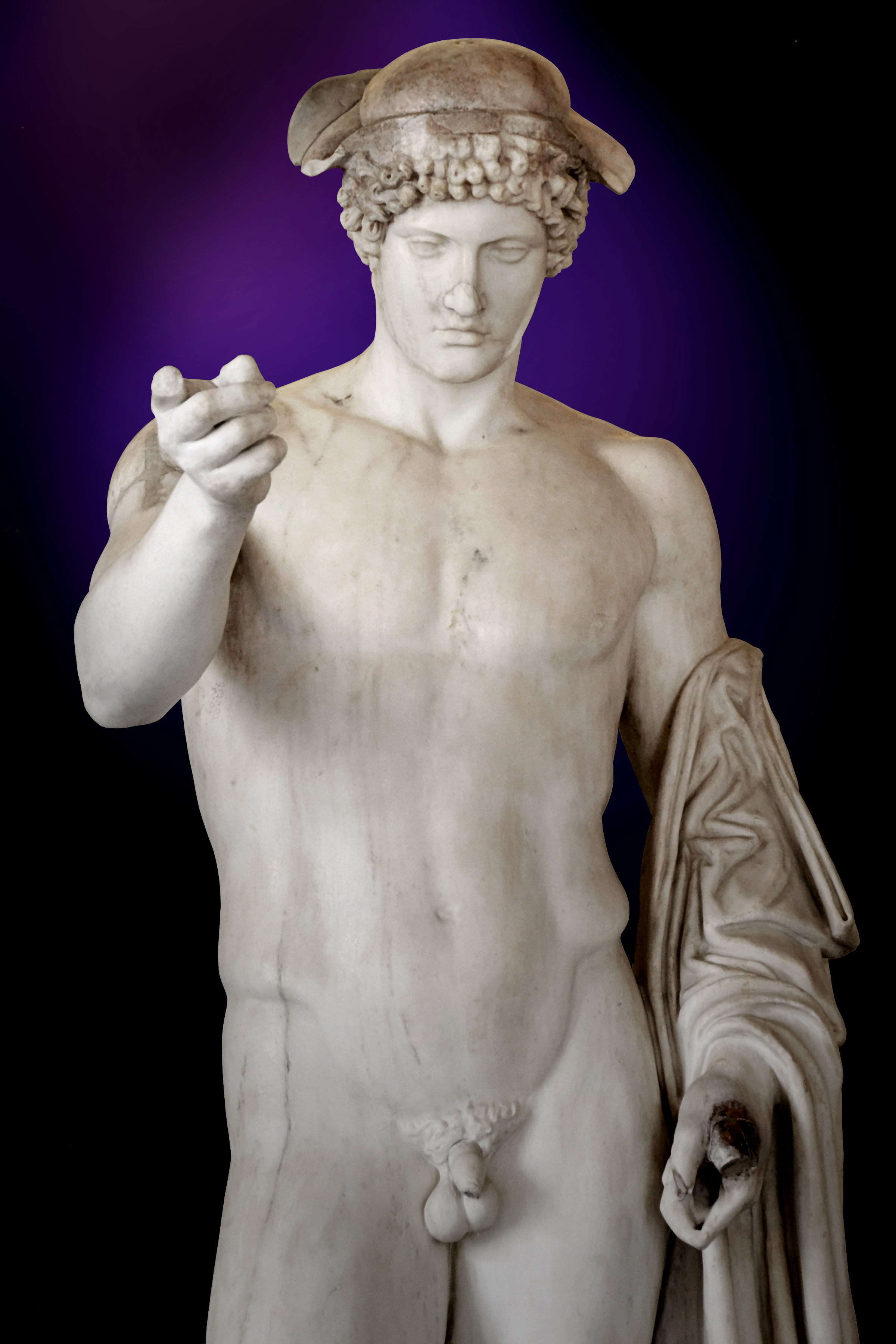
Hermes Ludovisi. Sua atribuição a Fídias é tradicional mas não completamente assegurada. Cópia romana do século I

Fídias foi o fundador de uma escola de grande influência, e discípulos e artistas próximos de seu círculo como Briáxis, Alcâmenes, Crésilas e Agorácrito levaram adiante seus ideais, que influenciaram também pintores de vasos como o Pintor de Aquiles. Sua Atena Partenos e seu Zeus Olímpico estabeleceram novos padrões para a representação da divindade, padrões que até para os helenistas e romanos foram o produto da intuição espiritual de um grande sábio. Ele vem sendo celebrado desde enquanto era vivo, e ao longo da história inúmeros escritores têm reiterado sua admiração pela sua obra. Platão o citou ao lado de Homero como uma figura exemplar, Plínio falou dele em altos termos, e Cícero disse que ele havia sido o autor das obras mais perfeitas que jamais se havia visto, criando suas obras sem imitar a natureza e formulando sua própria concepção ideal de beleza, sobre a qual matinha fixa sua atenção e que se tornara seu modelo e sua regra, dirigindo seu desenho e sua mão. Quintiliano opinou que suas obras faziam justiça à majestade dos deuses, e que o seu Zeus havia acrescentando um dado adicional à religião recebida, e Dião Crisóstomo no século I d.C. compôs um célebre diálogo imaginário onde Fídias defendia sua escolha da forma humana para a representação das divindades, particularmente tratando da imagem do Zeus Olímpico, expondo ideias que ilustravam as concepções da época a respeito da mímese e possivelmente espelhando o pensamento do Fídias real, num período em que as criações originais do artista ainda estavam acessíveis ao público e continuavam a ser apreciadas. No diálogo o escultor dizia que uma forma humana idealizada, exaltada, era útil para elevar os espíritos daqueles que não podiam por si mesmos imaginar o verdadeiro objeto de sua veneração. Curiosamente, esse seu prestígio entre os antigos derivava antes de suas obras colossais, com rara menção aos mármores do Partenon, um templo que, a dar conta das referências disponíveis, parece nunca ter sido especialmente prezado na Antiguidade salvo pelos próprios atenienses.
Durante o Renascimento os textos clássicos voltaram a circular e uma apreciação entusiasmada por tudo o que se referia à Antiguidade deu o tom a todo o período. Em 1426 o insigne antiquário e humanista italiano Ciríaco de Ancona visitou o Partenon e descreveu suas esculturas como "imagens nobilíssimas", e Vasari o elogiou demonstrando possuir bastante informação de fontes antigas. Seu prestígio aparentemente continuava intocado, a julgar pela apreciação de Torquato Tasso, dizendo que nem o tempo nem a mudança dos costumes puderam empanar sua dignidade, que ele permanecia como um exemplo a ser seguido e que suas obras superavam a natureza e pareciam ainda tão belas como eram na época em que foram criadas. No Barroco ele continuou sendo uma referência importante, Bernini foi comparado a ele, e o poeta espanhol Fernando de Herrera aconselhou aos seus confrades seguirem o exemplo do escultor, concebendo primeiro uma ideia "maravilhosíssima de formosura", a qual deveriam tentar depois transcrever da forma mais bela e excelente.
No século XIX, quando os Mármores de Elgin, peças originais que faziam parte da decoração do Partenon, chegaram a Londres, em 1806, foram saudados como uma revelação artística, obrigando a uma revisão na metodologia de ensino da escultura mantida pela Royal Academy, que ensinava desenho a partir da cópia de cópias de obras romanas, e estabelecendo um aceso debate sobre as funções sociais da arte. Também inspiraram uma renovação no Neoclassicismo inglês, além de serem usados como fulcro de uma propaganda estatal que associava a Grã Bretanha à democracia ateniense, em oposição ao imperialismo da França napoleônica, que havia saqueado a Itália e levado muitas obras de escultura para Paris, tornando-a, como se disse, uma nova Roma. Quando Napoleão foi derrotado em Waterloo em 1815, o evento foi comparado pelos ingleses à derrota persa em Plateias, e logo em seguida os patriotas britânicos fizeram uma moção para que se adquirisse os mármores para o Estado, o que acabou acontecendo, estando eles hoje no Museu Britânico. Canova, o maior mestre do Neoclassicismo, os viu na capital inglesa, e declarou que eram superiores a todas as outras relíquias de arte antiga preservadas na Itália. Desde então estas obras foram objeto de efusivo elogio, tão grande que chegou perto do culto, como se tornou manifesto no discurso de 1849 de Charles Newton, do Departamento de Antiguidades do Museu Britânico, diante da Oxford Art Society: "Fazei das esculturas de Fídias os vossos amigos íntimos, vivei com elas, comungai com elas, familiarizai-vos com cada dobra nas vestes, com cada mudança na curva dos músculos…". Um entusiasmo semelhante animou
Oswald Spengler, em sua obra O Declínio do Ocidente (1918-1923), a comparar Fídias a outros mestres supremos da arte universal como Bach, Mozart e Haendel, dizendo, romanticamente, que para ele "o mármore é o material cósmico que implora por ganhar forma", e que ele representa um dos ápices do Classicismo maduro, encerrado com o seu desaparecimento. Entretanto, com a hegemonia do Modernismo na primeira metade do século XX, e com o impacto das Guerras Mundiais, a cultura inspirada no Classicismo idealista entrou em relativo declínio, e os críticos já não se sentiam inclinados a subscrever critérios absolutos de valor, nem a privilegiar uma cultura sobre as outras, em favor de uma visão mais cosmopolita e democrática. Destarte, a escultura clássica deixou de ser considerada A maior realização da escultura de todos os tempos, mas ainda continuava a ser vista como uma conquista altamente admirável.
Mais recentemente a crítica têm reafirmado sua importância vendo nele um talento superior e uma figura central, junto com Policleto, para a consolidação da escultura do Classicismo grego, a qual em vários momentos da história da escultura do ocidente foi considerada um padrão insuperável para o julgamento estético. Fídias tem continuado a atrair apreciadores. Ian Jenkins diz que as esculturas do Partenon, mais do que uma grande conquista da arte e um retrato da vida da Atenas do século V a.C., são uma imagem da própria cultura do ocidente e uma visão transcendente de uma sociedade humanista ideal; Carlos Acevedo atribui às peças do Partenon uma beleza imponderável; Jerome Pollitt o chama de grande e considera sua arte imbuída de um ethos nobre; e Monica de Cesare vê em sua realização um resgate do sentido do maravilhoso e do mágico que estava ameaçado pelo crescente racionalismo do século V a.C.

## Outras imagens

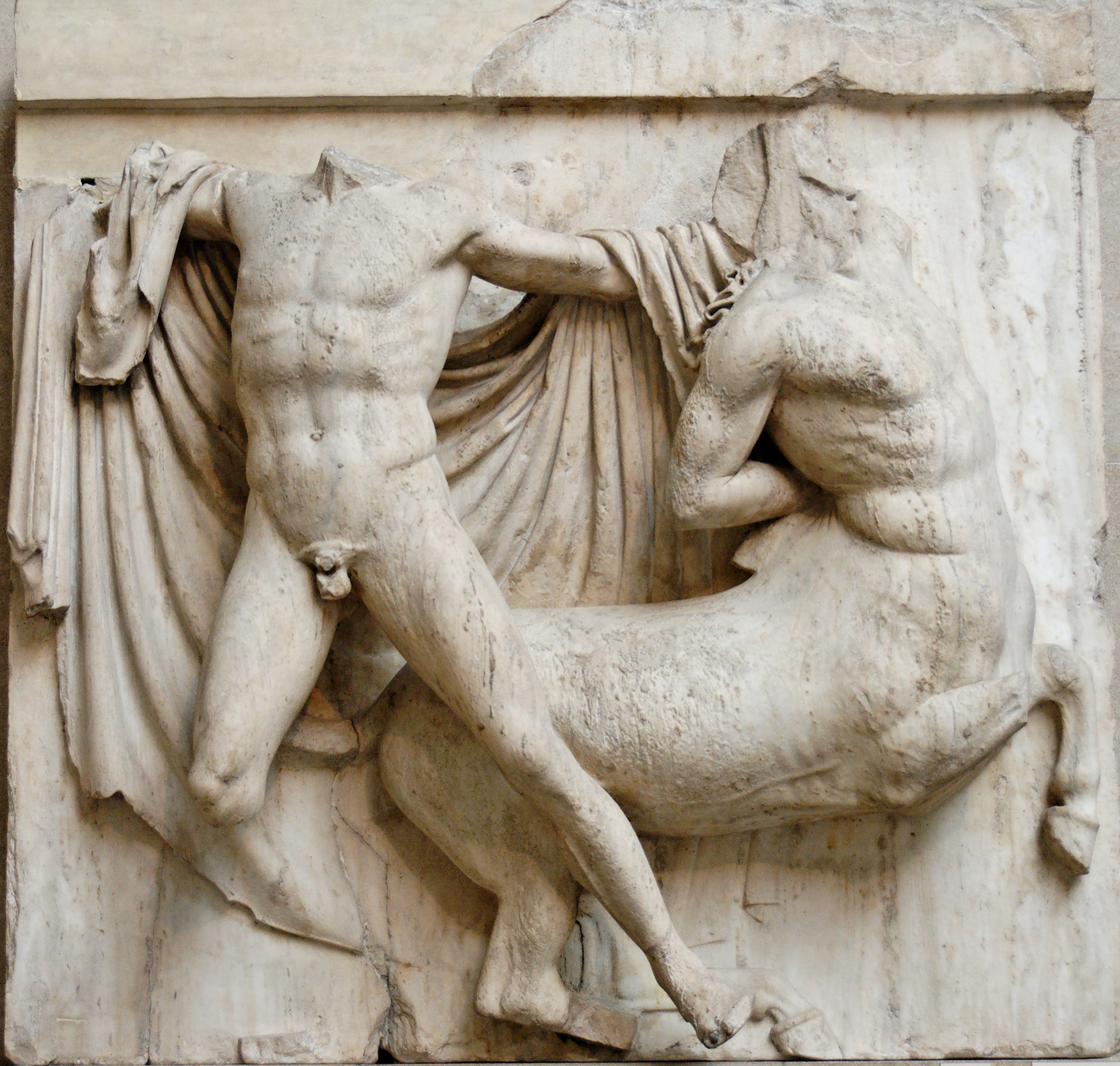
Métope 27 sul: cena da Centauromaquia.
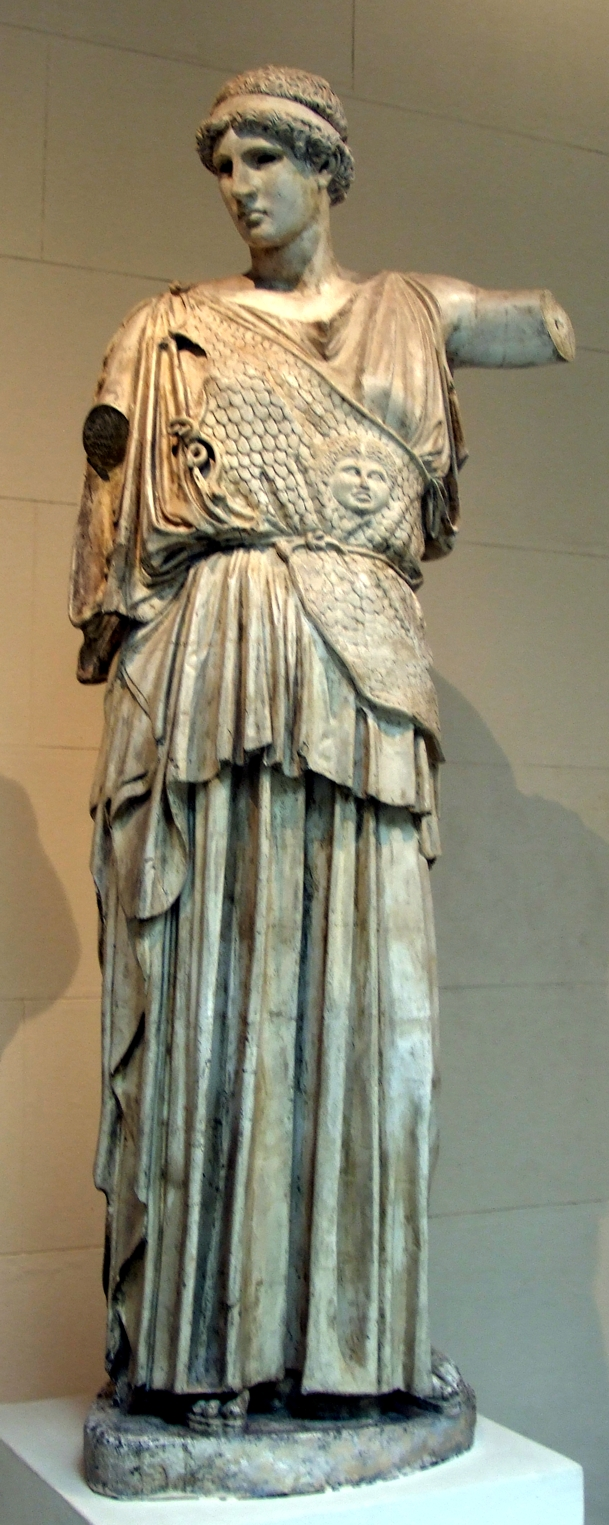
Cópia moderna da Atena Lemnia na reconstrução de Furtwängler.
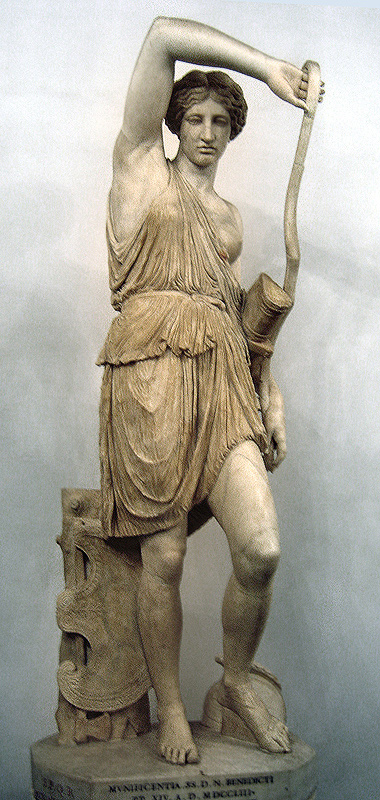
Amazona ferida, cópia romana bastante restaurada. A cabeça pode ser cópia de um original de Policleto.
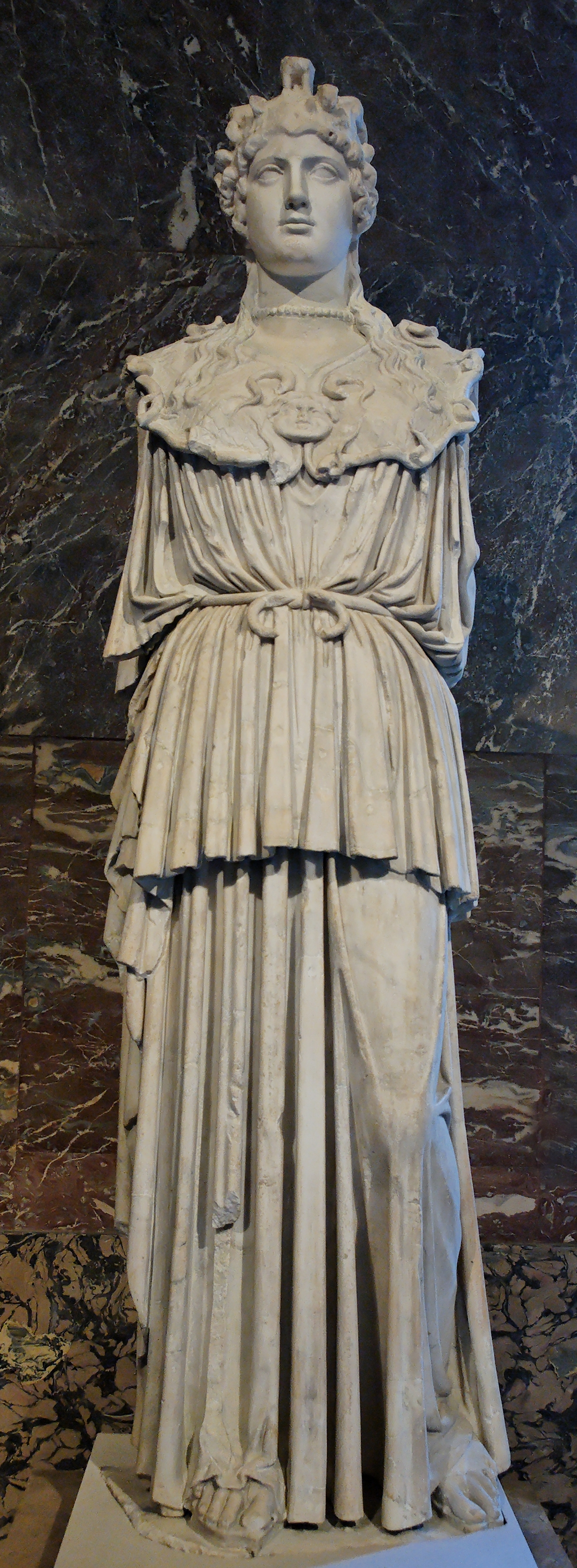
Cópia romana da Atena Partenos.
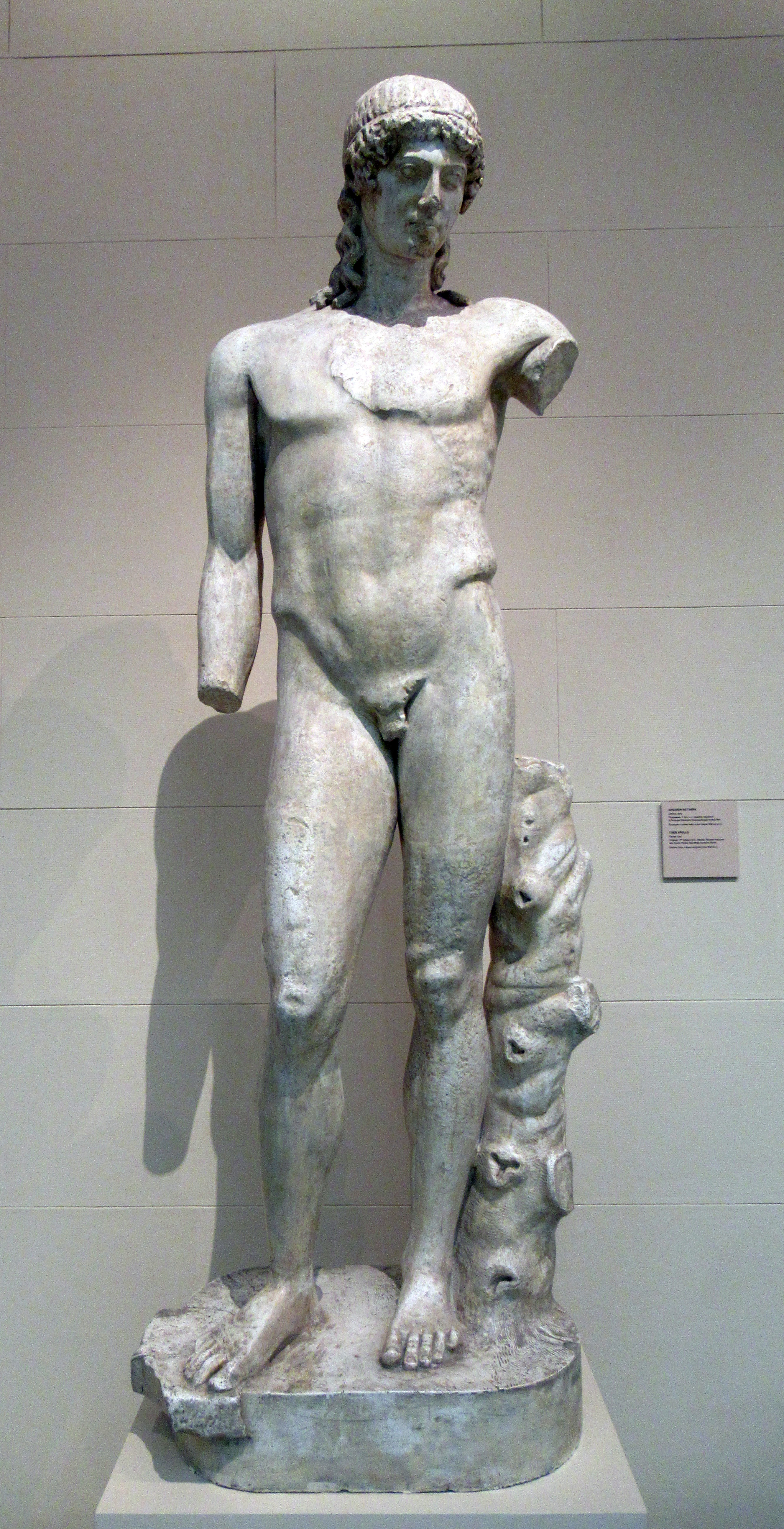
Apolo do Tibre, cópia moderna.